# Melaleuca teuthidoides
Melaleuca teuthidoides är en myrtenväxtart som beskrevs av Bryan Alwyn Barlow. Melaleuca teuthidoides ingår i släktet Melaleuca och familjen myrtenväxter. Inga underarter finns listade i Catalogue of Life.